# José Francisco Vergara Etchevers
José Francisco Vergara Etchevers (Colina 4 december 1833 - Viña del Mar 15 februari 1889) was een Chileens politicus. Hij is de stichter van de gemeente Viña del Mar.

## Biografie
Hij was de zoon van José María Vergara Albano, die tijdens de Chileense Onafhankelijkheidsoorlog diende onder Bernardo O'Higgins en studeerde aan het Nationaal Instituut en de Universiteit van Chili. Hij promoveerde in 1859 als ingenieur in de landmeetkunde. In datzelfde jaar trouwde hij met Mercedes Alvares Pérez. Hij was werkzaam voor de spoorwegen en als stedenbouwkundige. In de jaren '70 van de negentiende eeuw was hij de ontwerper en ontwikkelaar van Viña del Mar. 
Hij nam actief deel aan de Salpeteroorlog (1879-1884) en was betrokken bij diverse veldslagen en nam in 1880 deel aan de bezetting van Lima (Peru).
Vergara was lid van de Partido Radical (Radicale Partij) en werd in 1879 voor deze partij in de Kamer van Afgevaardigden gekozen. Hij was maar voor een korte tijd lid van het lagerhuis. President Aníbal Pinto Garmendia benoemde hem op 15 juli 1880, ten tijde van de Salpeteroorlog, tot minister van Oorlog en Marine. Van 18 september 1881 tot 12 april 1882 was hij minister van Binnenlandse Zaken. 
Van 1882 tot 1886 was hij lid van de Senaat. In 1886 was hij presidentskandidaat voor de Partido Radical. Hij kreeg zes kiesmannen achter zich. 
Na zijn politieke loopbaan vestigde Vergara zich op een door hem aangelegd landgoed in Viña del Mar waar hij op 15 februari 1889 overleed. Zijn lichaam werd bijgezet in een mausoleum op de Rooms-Katholieke begraafplaats te Santiago.

## Privé

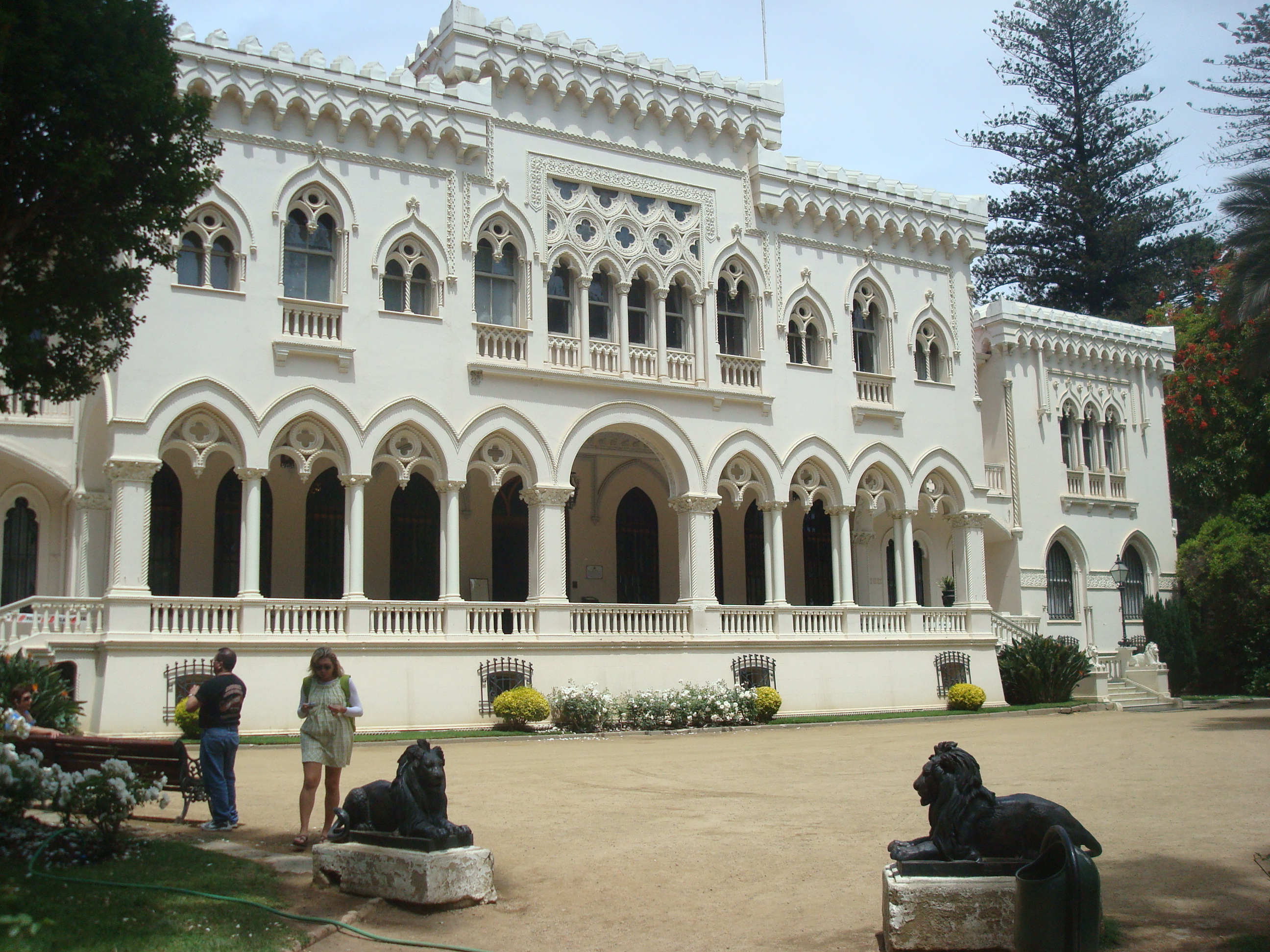
Palacio Vergara

José Francisco Vergara was lid van de Logia de Chile (vrijmetselaarsorde) en was sinds 1881 grootmeester. Uit zijn huwelijk met Mercedes Alvares Pérez werden twee kinderen geboren: (1) Salvador Vergara Alvarez (*1862), generaal en minister en (2) Blanca Vergara Alvarez (*1866).
In Viña del Mar bouwde hij het Palacio Vergara op een stuk land dat hij verworven had.